# So ein Zufall!
So ein Zufall! ist ein US-amerikanisches Ableger der Serie Sonny Munroe. Die Serie wurde am 5. Juni 2011 auf dem Disney Channel erstmals ausgestrahlt. Sie umfasst eine Staffel mit 26 Folgen. Im Gegensatz zu Sonny Munroe wurde die Serie bisher nicht in Deutschland ausgestrahlt. Die deutschsprachige Fassung ist bereits verfügbar auf Disney+, allerdings bisher nur in einigen nicht-deutschsprachigen Ländern.

## Charaktere
Tawni Hart
ist die Hauptfigur der Serie und eine Hauptdarstellerin der Show So ein Zufall!. Sie kümmert sich sehr um ihr Aussehen und ist eine kleine Diva.
Chad Dylan Cooper
ist das neuste Mitglied der Sendung So ein Zufall!, er spielte früher bei der Serie MacKenzie Falls mit. Chad ist eine egoistische und auf sich fixierte Person.
Nico Harris
ist „Grady Mitchells“ bester Freund und Hauptdarsteller der Sendung So ein Zufall!. Die beiden Jungen spielen den anderen oft Streiche, die aber meistens nach hinten losgehen. Zudem albert Nico oft mit Mädchen herum.
Grady Mitchell
ist ein Hauptdarsteller der Show So ein Zufall! und sehr oft in einen Plan von „Nico Harris“ involviert. Er ist nicht sehr klug und ziemlich leichtgläubig.
Zora Lancaster
ist die jüngste Hauptdarstellerin der Sendung So ein Zufall!. Sie ist ein sehr schlaues, geheimnisvolles, verrücktes und cleveres Mädchen. Sie hat einen IQ von 155.

## Besetzung und Synchronisation

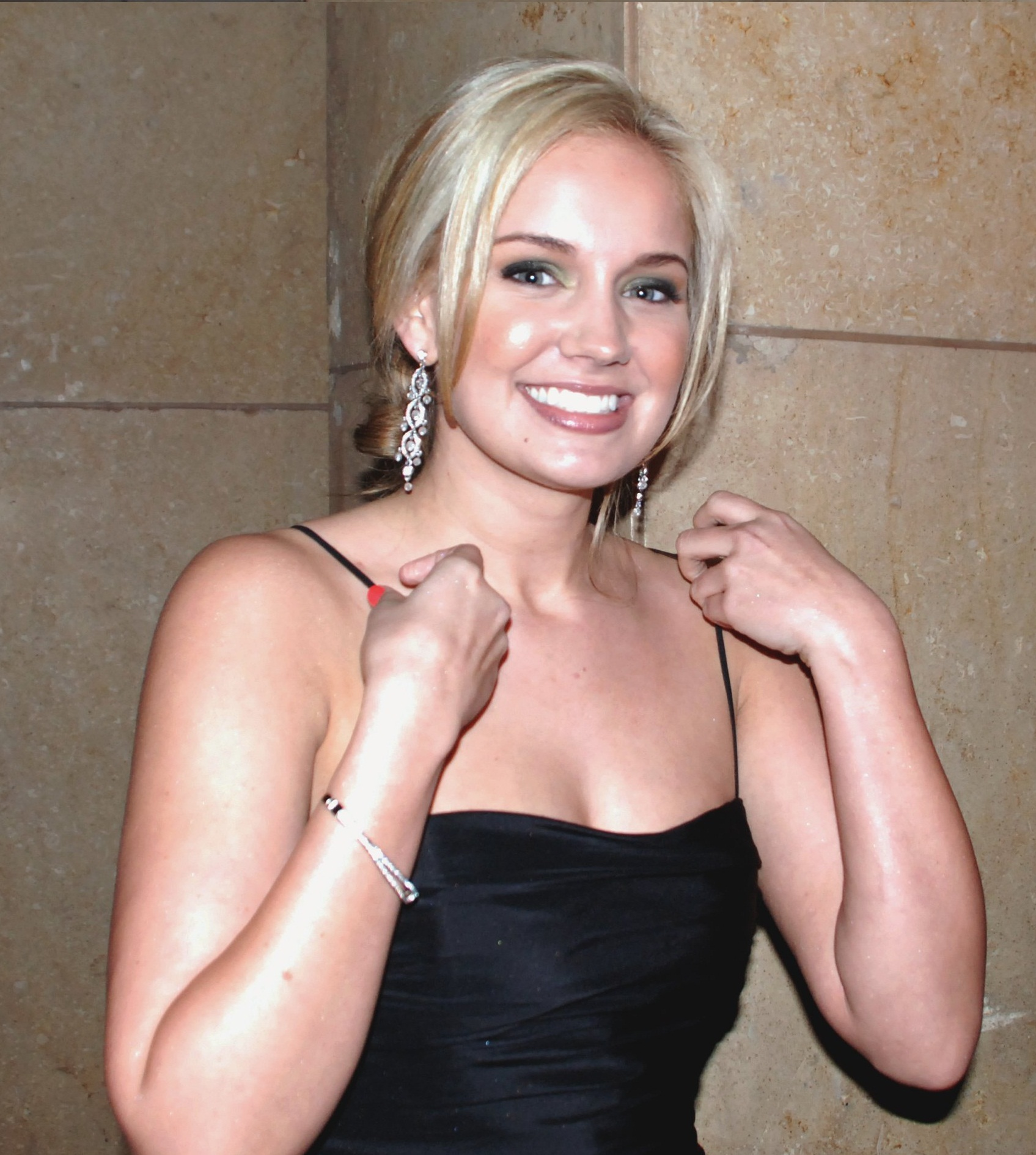
Tiffany Thornton spielt Tawni Hart

Die deutsche Synchronisation entstand 2019 bei SDI Media in Berlin unter der Dialogregie von Dennis Mohme bei Dialogbüchern von Luisa Buresch, Thomas Stegherr und Tom Sander.

### Hauptdarsteller
| Rolle             | Schauspieler         | Synchronsprecher  |
| ----------------- | -------------------- | ----------------- |
| Tawni Hart        | Tiffany Thornton     | Josephine Schmidt |
| Chad Dylan Cooper | Sterling Knight      | Nicolás Artajo    |
| Nico Harris       | Brandon Mychal Smith | David Turba       |
| Grady Mitchell    | Doug Brochu          | Dirk Stollberg    |
| Zora Lancaster    | Allisyn Ashley Arm   | Luisa Wietzorek   |

### Nebendarsteller
| Rolle            | Schauspieler             | Synchronsprecher | Anzahl Folgen |
| ---------------- | ------------------------ | ---------------- | ------------- |
| Shayne Zabo      | Shayne Topp              | Nick Forsberg    | 26            |
| Matthew Bailey   | Matthew Scott Montgomery | Florian Clyde    | 25            |
| Damien Johanssen | Damien C. Haas           |                  | 23            |
| Audrey Vale      | Audrey Whitby            | Sarah Tkotsch    | 18            |
| Bridget Cook     | Bridgett Shergalis       | Daniela Molina   | 15            |
| Grace Wetzel     | Grace Bannon             | Anna Gamburg     | 8             |
| Tänzerin         | Alex Rose Wiesel         |                  | 6             |

## Produktion
In der Serie Sonny Munroe spielte Demi Lovato als Hauptdarstellerin ein Mädchen, das eine Rolle in der Sketch-Show So ein Zufall! (im englischen Original So Random!) bekommt. Dabei handelte es sich um eine Fernsehsendung in der Serie. Im Oktober 2010 mussten die Dreharbeiten jedoch eingestellt werden, da Demi Lovato in medizinischer Behandlung war. Am 19. April 2011 gab Demi Lovato bekannt, dass sie aus gesundheitlichen Gründen nicht mehr zur Serie zurückkehren wird. Die in Sonny Munroe fiktive Fernsehsendung wird deshalb nun als eigenständige Fernsehserie unter dem Namen So ein Zufall! fortgeführt.
Die Produktion der ersten Staffel begann am 30. Januar 2011. Jede Folge beinhaltet einen musikalischen Auftritt eines Gaststars auf den sich der Titel der jeweiligen Folge bezieht.

## Staffeln

### Ausstrahlung
| Staffel   | Episoden | Ausstrahlung (USA) Disney Channel |
| --------- | -------- | --------------------------------- |
| Staffel 1 | 26       | 5. Juni 2011 bis 25. März 2012    |

### Episodenliste
| Nummer | Originaltitel                                 | Erstausstrahlung (Disney Channel USA) |
| ------ | --------------------------------------------- | ------------------------------------- |
| 01     | Cody Simpson                                  | 5. Juni 2011                          |
| 02     | Greyson Chance                                | 12. Juni 2011                         |
| 03     | Selena Gomez and the Scene                    | 19. Juni 2011                         |
| 04     | Mitchel Musso                                 | 25. Juni 2011                         |
| 05     | Tony Hawk                                     | 10. Juli 2011                         |
| 06     | Coco Jones                                    | 17. Juli 2011                         |
| 07     | Jacob Latimore                                | 31. Juli 2011                         |
| 08     | Mindless Behavior                             | 7. August 2011                        |
| 09     | Colbie Caillat                                | 14. August 2011                       |
| 10     | Far East Movement                             | 21. August 2011                       |
| 11     | Kicking Daisies                               | 28. August 2011                       |
| 12     | Dave Days                                     | 11. September 2011                    |
| 13     | Chelsea Kane and Hot Chelle Rae               | 18. September 2011                    |
| 14     | Miss Piggy                                    | 2. Oktober 2011                       |
| 15     | Iyaz                                          | 9. Oktober 2011                       |
| 16     | Bridgit Mendler, Adam Hicks and Hayley Kiyoko | 6. November 2011                      |
| 17     | Leigh-Allyn Baker and Mia Talerico            | 27. November 2011                     |
| 18     | Justin Bieber                                 | 4. Dezember 2011                      |
| 19     | Christina Grimmie                             | 11. Dezember 2011                     |
| 20     | Andy Grammer                                  | 8. Januar 2012                        |
| 21     | Cole und Dylan Sprouse                        | 16. Januar 2012                       |
| 22     | The Ready Set                                 | 29. Januar 2012                       |
| 23     | China Anne McClain                            | 12. Februar 2012                      |
| 24     | New Boyz                                      | 26. Februar 2012                      |
| 25     | Shane Harper                                  | 4. März 2012                          |
| 26     | Destinee & Paris                              | 25. März 2012                         |